# Puspagiri

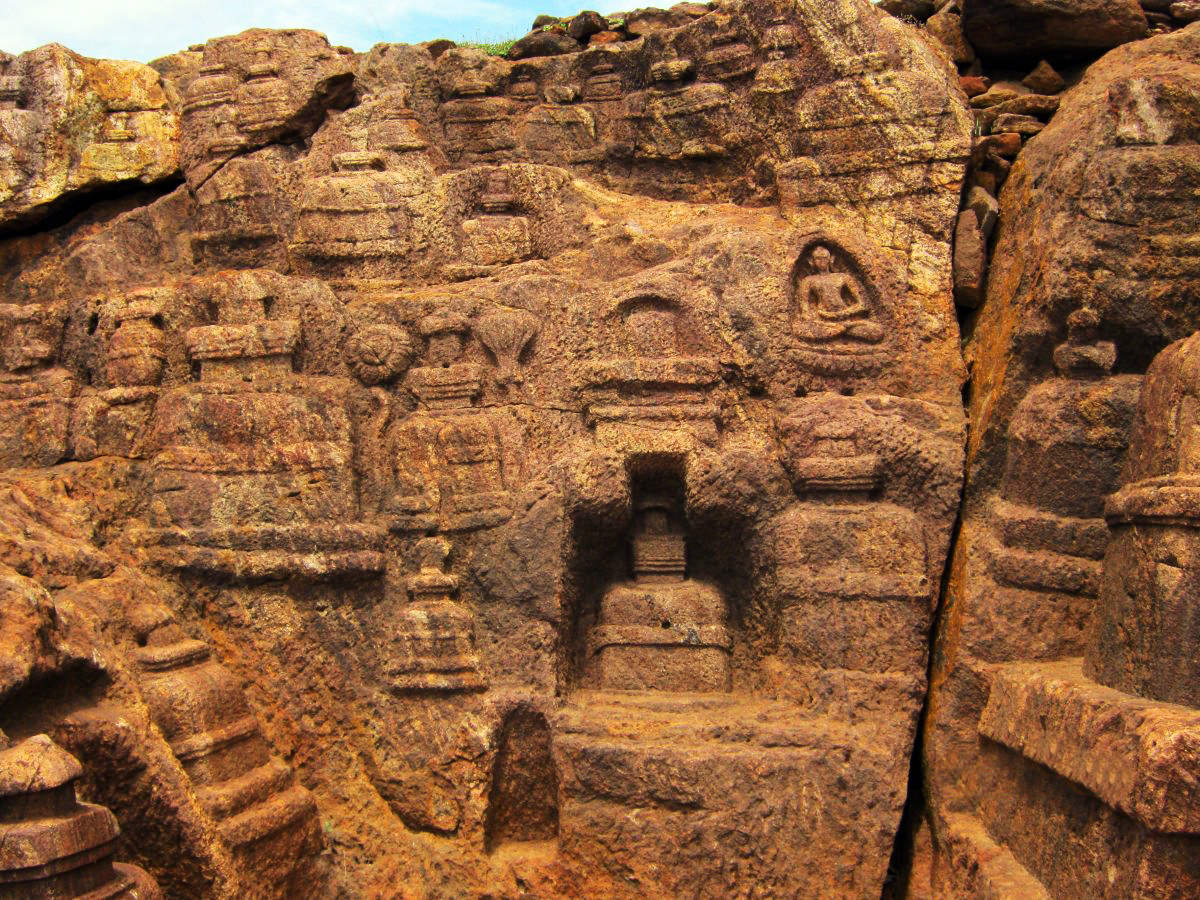
Puspagiri

Pusphagiri hay Puspagiri Mahavihara (Đại tự viện Pusphagiri) là một trong những đại tự viện Phật giáo nằm trong khu vực các hạt Cuttack và Jajpur, ở Odisha (xưa là Kalinga), ra đời vào thế kỷ thứ 3

 
và phát triển rực rỡ cho đến thế kỷ 11 ở Ấn Độ. Ngày nay, phế tích Pusphagiri nằm trên các ngọn đồi Langudi, cách vùng đồng bằng Mahanadi khoảng 90 km, ở hạt Jajpur và Cuttack ở Odisha. Khuôn viên thực sự của đại tự viện, trải dài trên ba ngọn đồi kế nhau (tạo nên ba khuôn viên thuộc đại tự viện có tên là Lalitgiri, Ratnagiri, Udayagiri), có một số tháp (stupa), tu viện, chùa, và các tác phẩm điêu khắc theo phong cách kiến trúc thời kỳ Gupta. Sông Kelua, một nhánh sông Brahmani ở Odisha, chảy về phía đông bắc của các ngọn đồi Langudi, tạo nên không gian cảnh quan cho đại tự viện.
Puspagiri cùng với các viện đại học Nalanda, Vikramshila, và Taxila là những trung tâm học tập bậc cao hàng đầu ở Ấn Độ cổ đại. Các địa điểm này được mô tả trong các ghi chép của hành giả người Trung Quốc nổi tiếng Huyền Trang, người đã đến thăm vào năm 639, cũng như được mô tả trong các văn bản ở Tây Tạng thời trung cổ. Tuy nhiên, không giống như Taxila và Nalanda, phế tích Puspagiri chỉ được phát hiện ra vào năm 1995, khi một giảng viên từ một trường đại học địa phương tình cờ tìm thấy. Nhiệm vụ khai quật khu phế tích Puspagiri, trải dài trên khoảng đất rộng 143 mẫu Anh (0,58 km2), do Viện Nghiên cứu Hàng hải và Đông Nam Á Odisha (Odisha Institute of Maritime and South East Asian Studies) thực hiện từ năm 1996 đến 2006. Công việc nay được Cơ quan Khảo cổ Ấn Độ (Archaeological Survey of India, hay ASI) phụ trách.
Các bia ký ở Nagarjunakonda cũng đề cập đến trung tâm học tập bậc cao này.